# Cridola (torrente)

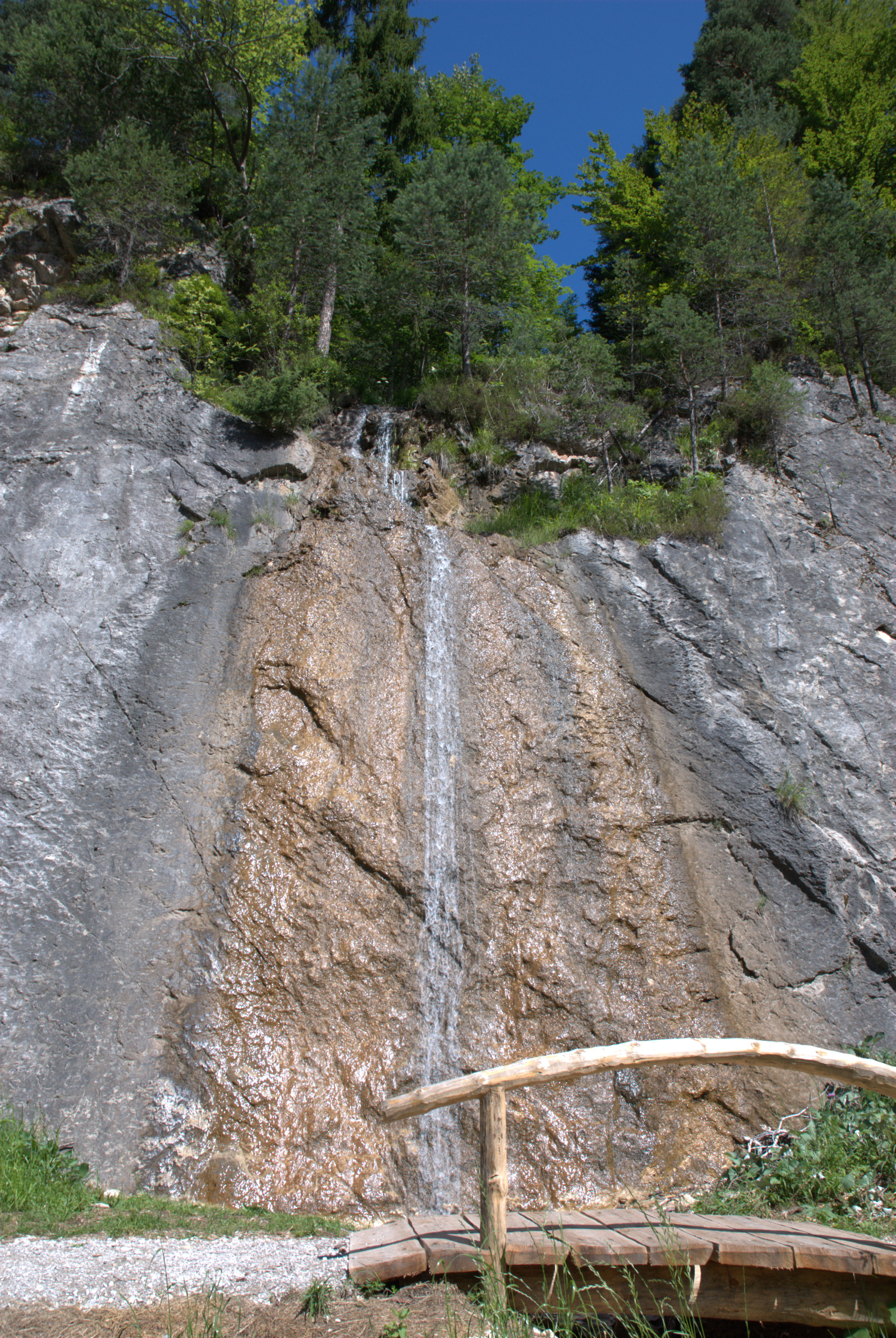
Rin della Pissa, subaffluente del Cridola

Il Cridola è un corso d'acqua a carattere torrentizio delle Dolomiti. Nasce alle pendici settentrionali del Monte Cridola, nel comune di Lorenzago di Cadore, solcando l'omonima valle fino alla confluenza del rio Borbe, dove prende il nome di rio Valle Mauria. Sfocia nel lago di Centro Cadore dopo un percorso di complessivi 6,29 km.